# Mesoleius submarginatus
Mesoleius submarginatus là một loài tò vò trong họ Ichneumonidae.